# George Turnour

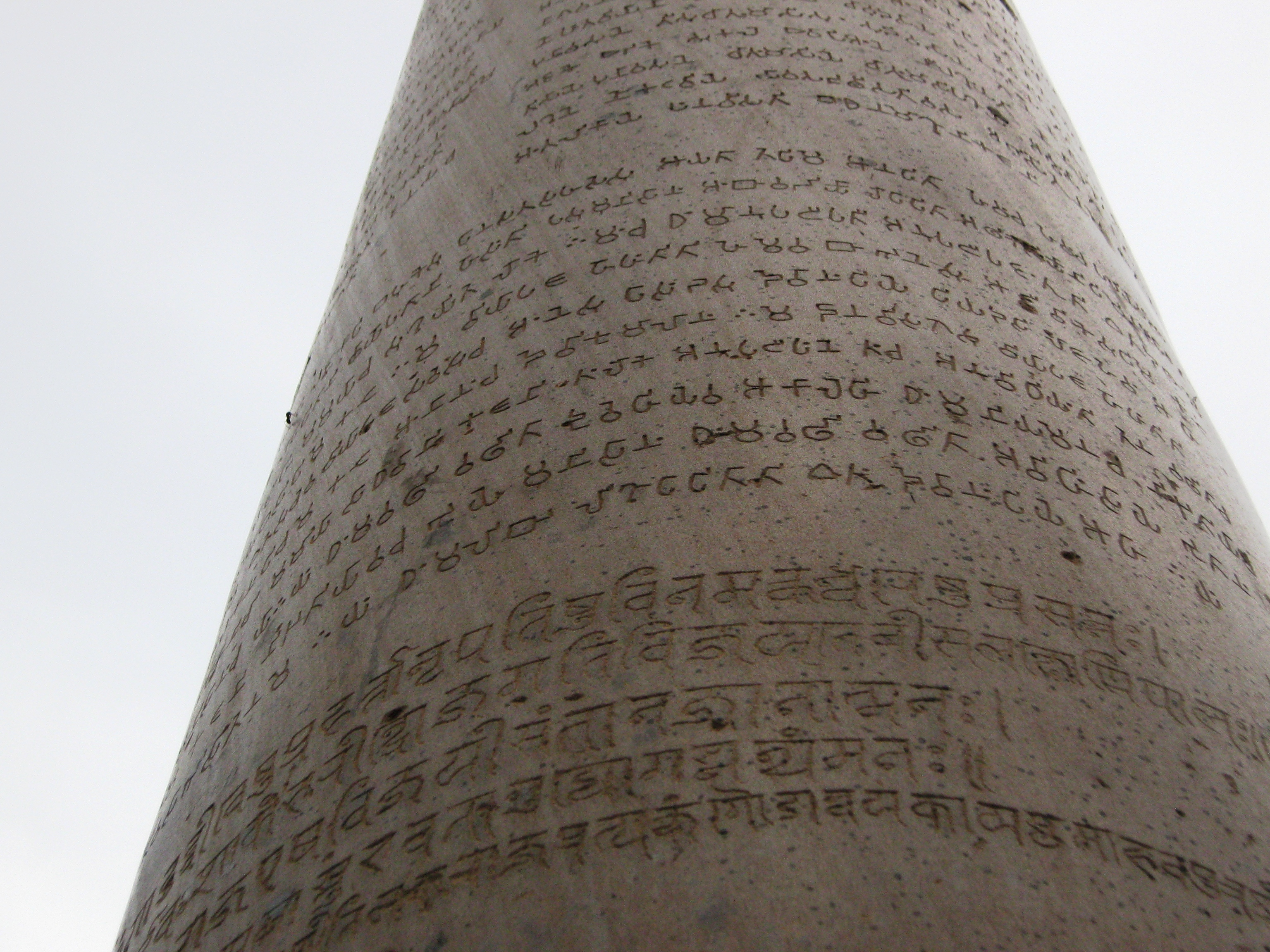
Vue partielle de l'inscription du pilier d'Ashoka de Delhi-Topra.

L'honorable George Turnour (1799–10 avril 1843) est un fonctionnaire, orientaliste et historien britannique. Il est membre du Ceylon Civil Service (en). Il est connu pour sa traduction du Mahavamsa, la grande chronique de l'histoire du Sri Lanka, qui est publiée en 1837. Avec James Prinsep et le capitaine Edward Smith, il commence à déchiffrer les inscriptions du premier Pilier d'Ashoka découvert (le Delhi-Topra). Le Prix Turnour (en) de Royal College Colombo (en) est nommé en 1846 en son honneur.

## Biographie
Né au Sri Lanka en 1799, il fait ses études en Angleterre avant d'entrer au Ceylon Civil Service (en) en 1818. Il s'intéresse aux langues de l'île ainsi qu'à la littérature en pali, principale langue liturgique du bouddhisme. C'est à cette occasion qu'en 1826, à Ratnapura, son professeur de pali lui remet un exemplaire du Mahavamsa, la grande chronique de l'histoire du Sri Lanka. Il la publie avec sa traduction en 1837. Tombé malade, il rentre en Europe en 1841 et meurt à Naples le 10 avril 1843.

## Publications
- (en) The Mahawanso in Roman Characters with the Translation Subjoined, and an Introductory Essay on Pali Buddhistical Literature., Cotto 1837.
- (en) Eleven Years in Ceylon, 1840.